# ريك ميلز
ريك ميلز (بالإنجليزية: Rick Mills)‏ هو فنان أمريكي، ولد في 1957.